# Лонґ
Лонґ (пол. Łąg, нім. Long, 1942-45 Schönhain) — село в Польщі, у гміні Черськ Хойницького повіту Поморського воєводства.
Населення — 1181 особа (2011).
У 1975-1998 роках село належало до Бидгощського воєводства.

## Демографія
Демографічна структура станом на 31 березня 2011 року:
|          | Загалом | Допрацездатний вік | Працездатний вік | Постпрацездатний вік |
| -------- | ------- | ------------------ | ---------------- | -------------------- |
| Чоловіки | 565     | 116                | 396              | 53                   |
| Жінки    | 616     | 136                | 367              | 113                  |
| Разом    | 1181    | 252                | 763              | 166                  |